# 佟毅
佟毅（1963年—），吉林通化人，满族，中华人民共和国政治人物、第十二届全国人民代表大会吉林地区代表。
毕业于吉林大学高分子物理及化学专业，加入中国共产党。2013年，被选为全国人大代表。